# Staatsraad (Rusland)
Staatsraad was in het 19e-eeuwse Rusland de op vier na hoogste ambtelijke rang en is equivalent aan de militaire rang van generaal-majoor.